# TJ Lokomotiva České Budějovice
Tělovýchovná jednota Lokomotiva České Budějovice je českobudějovický fotbalový klub, který byl založen v roce 1923 jako Sportovní klub Suché Vrbné. Klubovými barvami jsou černá a bílá. Od sezony 2005/06 hraje I. A třídu Jihočeského kraje (6. nejvyšší soutěž), od sezony 2019/20 ve skupině „B“. 
Největším úspěchem klubu je druholigová účast v ročníku 1964/65. Třetí nejvyšší soutěže se účastnil naposled v sezoně 1966/67.
Svá domácí utkání hraje na travnatém hřišti v areálu TJ Lokomotiva v Českých Budějovicích.

## Historické názvy
Zdroj: 
- 1923 – SK Suché Vrbné (Sportovní klub Suché Vrbné)
- 1948 – JTO Sokol Rapid Suché Vrbné (Jednotná tělovýchovná organisace Sokol Rapid Suché Vrbné) – sloučením SK Suché Vrbné a SK Rapid České Budějovice
- 1953 – DSO Lokomotiva Suché Vrbné (Dobrovolná sportovní organisace Lokomotiva Suché Vrbné)
- 1956 – DSO Lokomotiva České Budějovice (Dobrovolná sportovní organisace Lokomotiva České Budějovice)
- 1957 – TJ Lokomotiva České Budějovice (Tělovýchovná jednota Lokomotiva České Budějovice)

## Stručná historie klubu
V roce 1923 měla Jihočeská župa 36 členů a Suché Vrbné bylo jedním ze šesti českobudějovických klubů. Klub zahájil ve II. tříde v roce 1924. Ve 30. letech 20. století byl účastníkem I. B třídy, kterou hrál až do druhé světové války. Na největším úspěchu klubu v jeho historii – vítězství v Jihočeském krajském přeboru (1963/64) a druholigové účasti (1964/65) – se podíleli hráči Hrubý, Voráček, Hostička, Kamiš, Hájek, Kníže, Veselý, Vávra, Knotek, Neužil, Kokeš, Lanč, Keller, Španinger a Šramota, trenér Šús a vedoucí mužstva Domin. Od konce 80. let 20. století je pravidelným účastníkem jihočeských krajských/oblastních soutěží.
V ročníku 1988/89 se účastnil československého poháru, v němž v prvním kole vypadl s druholigovým Spartakem BSS Brandýs nad Labem 0:2 (poločas 0:0). V sezoně 1993/94 se účastnil Poháru ČMFS. V předkole vyřadil divizní Baník Sokolov (2:1) a v 1. kole vypadl s druholigovou Alfou Brandýs nad Labem (0:4).
Nejznámějším odchovancem klubu je Roman Lengyel, hrál zde mj. Antonín Španinger.

## Umístění v jednotlivých sezonách
Stručný přehled
Zdroj: 
- 1960–1961: I. A třída Jihočeského kraje
- 1961–1964: Jihočeský krajský přebor
- 1964–1965: II. liga – sk. A
- 1965–1967: Divize A
- 1967–1969: Jihočeský oblastní přebor
- 1969–1970: Jihočeský župní přebor
- 1970–1971: Jihočeský krajský přebor
- 1987–1988: Divize A
- 1988–1991: Jihočeský krajský přebor
- 1991–2001: Jihočeský oblastní přebor
- 2001–2002: I. A třída Jihočeské oblasti
- 2002–2003: I. A třída Jihočeského kraje
- 2003–2005: Přebor Jihočeského kraje
- 2005–2017: I. A třída Jihočeského kraje – sk. B
- 2017–2019: I. A třída Jihočeského kraje – sk. A
- 2019– : I. A třída Jihočeského kraje – sk. B

Jednotlivé ročníky
Zdroj: 
Legenda: Z – zápasy, V – výhry, R – remízy, P – porážky, VG – vstřelené góly, OG – obdržené góly, +/− – rozdíl skóre, B – body, červené podbarvení – sestup, zelené podbarvení – postup, fialové podbarvení – reorganizace, změna skupiny či soutěže
| Československo (1960 – 1993) |                                      |        |    |     |     |     |     |     |     |    |        |
| Sezóny                       | Liga                                 | Úroveň | Z  | V   | R   | P   | VG  | OG  | +/− | B  | Pozice |
| 1960/61                      | I. A třída Jihočeského kraje         | 4      |    | ... | ... | ... | ... | ... | ... |    | 1.     |
| 1961/62                      | Jihočeský krajský přebor             | 3      | 26 | 12  | 6   | 8   | 48  | 46  | +2  | 30 | 5.     |
| 1962/63                      | Jihočeský krajský přebor             | 3      | 26 | 10  | 6   | 10  | 52  | 54  | −2  | 26 | 8.     |
| 1963/64                      | Jihočeský krajský přebor             | 3      | 26 | 20  | 2   | 4   | 72  | 25  | +47 | 42 | 1.     |
| 1964/65                      | II. liga – sk. A                     | 2      | 26 | 4   | 3   | 19  | 24  | 93  | −69 | 11 | 14.    |
| 1965/66                      | Divize A                             | 3      | 25 | 6   | 7   | 12  | 26  | 37  | −11 | 19 | 12.    |
| 1966/67                      | Divize A                             | 3      | 26 | 7   | 7   | 12  | 28  | 46  | −18 | 21 | 11.    |
| 1967/68                      | Jihočeský oblastní přebor            | 4      | 25 | 14  | 7   | 4   | 39  | 22  | +17 | 35 | 3.     |
| 1968/69                      | Jihočeský oblastní přebor            | 4      | 26 | 8   | 4   | 14  | 43  | 51  | −8  | 20 | 11.    |
| 1969/70                      | Jihočeský župní přebor               | 5      | 26 | 11  | 6   | 9   | 35  | 32  | +3  | 28 | 7.     |
| 1970/71                      | Jihočeský krajský přebor             | 5      | 26 | 3   | 7   | 16  | 22  | 53  | −31 | 13 | 13.    |
| ...                          |                                      |        |    |     |     |     |     |     |     |    |        |
| 1987/88                      | Divize A                             | 4      | 30 | 3   | 7   | 20  | 24  | 56  | −32 | 13 | 16.    |
| ...                          |                                      |        |    |     |     |     |     |     |     |    |        |
| 1992/93                      | Jihočeský oblastní přebor            | 5      | 30 | 14  | 8   | 8   | 49  | 40  | +9  | 36 | 5.     |
| Česko (1993 – )              |                                      |        |    |     |     |     |     |     |     |    |        |
| Sezóny                       | Liga                                 | Úroveň | Z  | V   | R   | P   | VG  | OG  | +/− | B  | Pozice |
| 1993/94                      | Jihočeský oblastní přebor            | 5      | 30 | 8   | 11  | 11  | 40  | 48  | −8  | 27 | 11.    |
| 1994/95                      | Jihočeský oblastní přebor            | 5      | 30 | 10  | 11  | 9   | 38  | 47  | −9  | 41 | 9.     |
| 1995/96                      | Jihočeský oblastní přebor            | 5      | 30 | 9   | 10  | 11  | 29  | 44  | −15 | 37 | 11.    |
| 1996/97                      | Jihočeský oblastní přebor            | 5      | 30 | 11  | 6   | 13  | 34  | 45  | −11 | 39 | 9.     |
| 1997/98                      | Jihočeský oblastní přebor            | 5      | 30 | 6   | 8   | 16  | 42  | 74  | −32 | 26 | 15.    |
| 1998/99                      | Jihočeský oblastní přebor            | 5      | 30 | 9   | 12  | 9   | 42  | 44  | −2  | 39 | 10.    |
| 1999/00                      | Jihočeský oblastní přebor            | 5      | 30 | 11  | 6   | 13  | 29  | 41  | −12 | 39 | 11.    |
| 2000/01                      | Jihočeský oblastní přebor            | 5      | 30 | 9   | 7   | 14  | 41  | 49  | −8  | 34 | 13.    |
| 2001/02                      | I. A třída Jihočeské oblasti – sk. A | 6      | 26 | 14  | 4   | 8   | 43  | 28  | +15 | 46 | 3.     |
| 2002/03                      | I. A třída Jihočeského kraje – sk. B | 6      | 26 | 16  | 6   | 4   | 59  | 23  | +36 | 54 | 1.     |
| 2003/04                      | Přebor Jihočeského kraje             | 5      | 30 | 11  | 6   | 13  | 37  | 63  | −26 | 39 | 11.    |
| 2004/05                      | Přebor Jihočeského kraje             | 5      | 30 | 5   | 4   | 21  | 31  | 81  | −50 | 19 | 16.    |
| 2005/06                      | I. A třída Jihočeského kraje – sk. B | 6      | 26 | 11  | 6   | 9   | 45  | 41  | +4  | 39 | 4.     |
| 2006/07                      | I. A třída Jihočeského kraje – sk. B | 6      | 26 | 12  | 3   | 11  | 44  | 48  | −4  | 39 | 5.     |
| 2007/08                      | I. A třída Jihočeského kraje – sk. B | 6      | 26 | 10  | 8   | 8   | 57  | 45  | +12 | 38 | 7.     |
| 2008/09                      | I. A třída Jihočeského kraje – sk. B | 6      | 26 | 9   | 5   | 12  | 37  | 42  | −5  | 32 | 9.     |
| 2009/10                      | I. A třída Jihočeského kraje – sk. B | 6      | 26 | 8   | 5   | 13  | 43  | 54  | −11 | 29 | 11.    |
| 2010/11                      | I. A třída Jihočeského kraje – sk. B | 6      | 26 | 10  | 4   | 12  | 58  | 54  | +4  | 34 | 9.     |
| 2011/12                      | I. A třída Jihočeského kraje – sk. B | 6      | 26 | 11  | 5   | 10  | 55  | 47  | +8  | 38 | 8.     |
| 2012/13                      | I. A třída Jihočeského kraje – sk. B | 6      | 26 | 12  | 5   | 9   | 36  | 33  | +3  | 41 | 4.     |
| 2013/14                      | I. A třída Jihočeského kraje – sk. B | 6      | 26 | 10  | 3   | 13  | 38  | 42  | −4  | 33 | 11.    |
| 2014/15                      | I. A třída Jihočeského kraje – sk. B | 6      | 26 | 10  | 4   | 12  | 39  | 57  | −18 | 34 | 10.    |
| 2015/16                      | I. A třída Jihočeského kraje – sk. B | 6      | 26 | 10  | 5   | 11  | 37  | 50  | −13 | 35 | 8.     |
| 2016/17                      | I. A třída Jihočeského kraje – sk. B | 6      | 26 | 4   | 1   | 21  | 29  | 74  | −45 | 13 | 14.    |
| 2017/18                      | I. A třída Jihočeského kraje – sk. A | 6      | 26 | 9   | 5   | 12  | 49  | 48  | +1  | 32 | 11.    |
| 2018/19                      | I. A třída Jihočeského kraje – sk. A | 6      | 26 | 7   | 7   | 12  | 41  | 58  | −17 | 28 | 12.    |
| 2019/20                      | I. A třída Jihočeského kraje – sk. B | 6      | 13 | 3   | 3   | 7   | 17  | 30  | −13 | 12 | 11.    |
| 2020/21                      | I. A třída Jihočeského kraje – sk. B | 6      | 7  | 2   | 3   | 2   | 12  | 16  | −4  | 9  | 9.     |
| 2021/22                      | I. A třída Jihočeského kraje – sk. B | 6      | 26 | 8   | 6   | 12  | 51  | 68  | −17 | 30 | 9.     |
| 2022/23                      | I. A třída Jihočeského kraje – sk. B | 6      | 26 | 12  | 2   | 12  | 61  | 70  | −9  | 38 | 7.     |
| 2023/24                      | I. A třída Jihočeského kraje – sk. B | 6      | 26 | 12  | 1   | 13  | 55  | 61  | −6  | 37 | 6.     |
| 2024/25                      | I. A třída Jihočeského kraje – sk. B | 6      | 26 | 9   | 1   | 16  | 29  | 64  | −35 | 28 | 12.    |

Poznámky:
- 1965/66: Chybí výsledek jednoho utkání.
- 1966/67: V zápase posledního kola podlehla Lokomotiva České Budějovice na domácím hřišti Dynamu České Budějovice 0:10.[9] Oba tyto kluby byly za ovlivnění utkání, machinace a narušování soutěže potrestány sestupem.[9] Lokomotiva sestoupila o soutěž níže do Jihočeského oblastního přeboru, Dynamo se propadlo o dvě úrovně do jihočeské I. A třídy.[9]
- 1967/68: Chybí výsledek posledního utkání.[10]
- 2019/20 a 2020/21: Sezóny nebyly dohrány nebo byly přerušeny z důvodu pandemie covidu-19 v Česku.

## TJ Lokomotiva České Budějovice „B“
TJ Lokomotiva České Budějovice „B“ je rezervním týmem Lokomotivy, který se pohybuje převážně v okresních soutěžích.

### Umístění v jednotlivých sezonách
Stručný přehled
Zdroj: 
- 1992–1995: I. B třída Jihočeské oblasti – sk. A
- 1995–1996: II. třída okresu České Budějovice
- 2000–2003: III. třída okresu České Budějovice
- 2003–2007: II. třída okresu České Budějovice
- 2007–2008: III. třída okresu České Budějovice – sk. B
- 2008–2016: II. třída okresu České Budějovice
- 2016–2018: III. třída okresu České Budějovice – sk. A
- 2018–2024: II. třída okresu České Budějovice
- 2024– : III. třída okresu České Budějovice

Jednotlivé ročníky
Zdroj: 
Legenda: Z – zápasy, V – výhry, R – remízy, P – porážky, VG – vstřelené góly, OG – obdržené góly, +/− – rozdíl skóre, B – body, červené podbarvení – sestup, zelené podbarvení – postup, fialové podbarvení – reorganizace, změna skupiny či soutěže
| Československo (1992 – 1993) |                                            |        |    |     |     |     |     |     |     |    |        |
| Sezóny                       | Liga                                       | Úroveň | Z  | V   | R   | P   | VG  | OG  | +/− | B  | Pozice |
| 1992/93                      | I. B třída Jihočeské oblasti – sk. A       | 7      | 26 | 8   | 4   | 14  | 37  | 51  | −14 | 20 | 11.    |
| Česko (1993 – )              |                                            |        |    |     |     |     |     |     |     |    |        |
| Sezóny                       | Liga                                       | Úroveň | Z  | V   | R   | P   | VG  | OG  | +/− | B  | Pozice |
| 1993/94                      | I. B třída Jihočeské oblasti – sk. A       | 7      | 26 | 9   | 5   | 12  | 38  | 55  | −17 | 23 | 12.    |
| 1994/95                      | I. B třída Jihočeské oblasti – sk. A       | 7      | 26 | 6   | 4   | 16  | 35  | 57  | −22 | 22 | 14.    |
| 1995/96                      | II. třída okresu České Budějovice          | 8      | 26 | 10  | 5   | 11  | 46  | 47  | −1  | 35 | 8.     |
| ...                          |                                            |        |    |     |     |     |     |     |     |    |        |
| 2000/01                      | III. třída okresu České Budějovice         | 9      | 26 | ... | ... | ... | ... | ... | ... |    | 4.     |
| 2001/02                      | III. třída okresu České Budějovice         | 9      | 26 | ... | ... | ... | ... | ... | ... |    | 7.     |
| 2002/03                      | III. třída okresu České Budějovice         | 9      | 26 | 16  | 7   | 3   | 59  | 26  | +33 | 55 | 1.     |
| 2003/04                      | II. třída okresu České Budějovice          | 8      | 26 | 9   | 7   | 10  | 51  | 49  | +2  | 34 | 7.     |
| 2004/05                      | II. třída okresu České Budějovice          | 8      | 26 | 9   | 4   | 13  | 39  | 44  | −5  | 31 | 9.     |
| 2005/06                      | II. třída okresu České Budějovice          | 8      | 26 | 11  | 5   | 10  | 54  | 52  | +2  | 38 | 6.     |
| 2006/07                      | II. třída okresu České Budějovice          | 8      | 26 | 5   | 5   | 16  | 35  | 60  | −25 | 20 | 14.    |
| 2007/08                      | III. třída okresu České Budějovice – sk. B | 9      | 26 | 19  | 4   | 3   | 65  | 22  | +43 | 60 | 2.     |
| 2008/09                      | II. třída okresu České Budějovice          | 8      | 26 | 10  | 2   | 14  | 47  | 60  | −13 | 32 | 8.     |
| 2009/10                      | II. třída okresu České Budějovice          | 8      | 26 | 13  | 2   | 11  | 63  | 64  | −1  | 41 | 4.     |
| 2010/11                      | II. třída okresu České Budějovice          | 8      | 26 | 12  | 0   | 14  | 51  | 59  | −8  | 36 | 8.     |
| 2011/12                      | II. třída okresu České Budějovice          | 8      | 26 | 10  | 2   | 14  | 54  | 72  | −18 | 32 | 9.     |
| 2012/13                      | II. třída okresu České Budějovice          | 8      | 26 | 11  | 4   | 11  | 49  | 59  | −10 | 37 | 7.     |
| 2013/14                      | II. třída okresu České Budějovice          | 8      | 26 | 10  | 1   | 15  | 51  | 72  | −21 | 31 | 9.     |
| 2014/15                      | II. třída okresu České Budějovice          | 8      | 26 | 12  | 1   | 13  | 55  | 69  | −14 | 37 | 7.     |
| 2015/16                      | II. třída okresu České Budějovice          | 8      | 25 | 7   | 1   | 17  | 41  | 73  | −32 | 22 | 13.    |
| 2016/17                      | III. třída okresu České Budějovice – sk. A | 9      | 20 | 10  | 6   | 4   | 43  | 29  | +14 | 36 | 2.     |
| 2017/18                      | III. třída okresu České Budějovice – sk. A | 9      | 26 | 23  | 0   | 3   | 117 | 21  | +96 | 69 | 1.     |
| 2018/19                      | II. třída okresu České Budějovice          | 8      | 26 | 8   | 9   | 9   | 53  | 54  | −1  | 33 | 8.     |
| 2019/20                      | II. třída okresu České Budějovice          | 8      | 13 | 4   | 1   | 8   | 21  | 29  | −8  | 13 | 12.    |
| 2020/21                      | II. třída okresu České Budějovice          | 8      | 7  | 5   | 1   | 1   | 14  | 11  | +3  | 16 | 3.     |
| 2021/22                      | II. třída okresu České Budějovice          | 8      | 24 | 7   | 2   | 15  | 40  | 62  | −22 | 23 | 10.    |
| 2022/23                      | II. třída okresu České Budějovice          | 8      | 26 | 12  | 5   | 11  | 52  | 58  | −6  | 41 | 5.     |
| 2023/24                      | II. třída okresu České Budějovice          | 8      | 24 | 6   | 4   | 14  | 45  | 70  | −25 | 22 | 12.    |
| 2024/25                      | III. třída okresu České Budějovice         | 9      | 26 | 5   | 3   | 18  | 39  | 94  | −55 | 18 | 14.    |

Poznámky:
- 2019/20 a 2020/21: Sezóny nebyly dohrány nebo byly přerušeny z důvodu pandemie covidu-19 v Česku.